# Внутрішня шістка

Внутрішня шістка ЄС разом із зовнішньою сімкою ЄАВТ з 1960 по 1972 р.

Внутрішня шістка, або просто «шістка», були шістьма державами-засновницями Європейських Співтовариств. Вони відрізнялися від зовнішньої семи групи країн, які створили Європейську асоціацію вільної торгівлі та не брали участи в наднаціональній європейській інтеграції. П’ятеро із Зовнішньої семи пізніше самі приєднаються до Європейських Співтовариств.
| Європейські спільноти (Внутрішня шістка)                                   | Європейська асоціація вільної торгівлі (Зовнішня сімка)                                |
| -------------------------------------------------------------------------- | -------------------------------------------------------------------------------------- |
| - Бельгія - Франція - Італія - Люксембург - Нідерланди - Західна Німеччина | - Австрія - Данія - Норвегія - Португалія - Швеція - Швейцарія - Сполучене Королівство |

## Історія
Внутрішня шістка — це ті, хто відповів на заклик Декларації Шумана до об'єднання ресурсів вугілля та сталі під загальним Вищим органом влади. 18 квітня 1951 року шість підписали Паризький договір про створення Європейського співтовариства вугілля та сталі (який набув чинності 23 липня 1952 року). Після цього вони спробували створити Європейське оборонне співтовариство: з ідеєю дозволити Західній Німеччині переозброюватися під владою спільного європейського військового командування, у 1952 році був підписаний договір. Проте цей план був відхилений Сенатом Франції, який також відхилив проєкт договору про Європейське політичне співтовариство (яке створило б політичну федерацію для забезпечення демократичного контролю над новою європейською армією).
Залежність від зарубіжної нафти та постійне вичерпання родовищ вугілля привели до ідеї створення атомної енергетичної спільноти (Моне підтримував окреме Співтовариство, а не просто розширює повноваження ЄОВС, як запропонувала Загальна Асамблея). Проте країни Бенілюксу (Бельгія, Нідерланди та Люксембург) та Німеччина прагнули спільного ринку. Щоб примирити обидві ідеї, було б створено обидві громади. Таким чином, шість продовжили підписати Римські договори 1957 року, заснувавши Європейське економічне співтовариство та Європейське співтовариство з атомної енергії. Інститути цих спільнот згодом будуть об'єднані в 1967 році, що призвело до того, що вони стали відомими як «Європейські спільноти». Ці шість продовжували співпрацювати до 1973 року, коли до них приєдналися двоє із Зовнішньої сімки (Велика Британія та Данія) та Ірландія.

## Розширення та Brexit: дев’ять, десять, дванадцять, п’ятнадцять і далі
Події Суецької кризи 1956 року показали Сполученому Королівству, що воно більше не може діяти поодинці, натомість звернувшись до Сполучених Штатів та Європейських Співтовариств. Сполучене Королівство разом з Данією, Ірландією та Норвегією подали заявку на членство в 1960 році. Однак тодішній президент Франції Шарль де Голль вважав членство Сполученого Королівства в Співтоваристві троянським конем для інтересів США, і тому заявив, що накладе вето на членство Сполученого Королівства. Чотири країни повторно подали свої заявки 11 травня 1967 року, і коли Жорж Помпіду змінив Шарля де Голля на посаді президента Франції, вето було знято. Переговори почалися в 1970 році, а через два роки були підписані угоди про приєднання до Співтовариства, крім Норвегії (Норвегія відмовилася від членства на референдумі 1972 року). У 1981 році Греція приєдналася до Європейського співтовариства, довівши їх до десяти. Після своєї демократичної революції Португалія також залишила ЄАВТ, щоб приєднатися до Співтовариств у 1986 році разом з Іспанією. До дванадцяти приєдналися Швеція, Австрія та Фінляндія (які приєдналися до ЄАВТ у 1986 р.) у 1995 р., залишивши лише Норвегію та Швейцарію як інших членів вихідної сімки, хоча ЄАВТ отримала двох нових членів (Ісландію та Ліхтенштейн). З іншого боку, кількість членів Співтовариств, нині Європейського Союзу (ЄС), досягла 28. Після схвалення Brexit, за яким Сполучене Королівство залишило ЄС 31 січня 2020 року після референдуму та політичних переговорів у червні 2016 року, наразі ЄС налічує 27 членів.

## Сучасні «внутрішні» групи
Сьогодні деякі групи в Європейському Союзі все ще інтегруються швидше, ніж інші, наприклад, єврозона та шенгенська зона (див.: право на неучасть). Лісабонський договір містить положення про інтеграцію групи країн без включення інших, якщо вони не бажають приєднатися, оскільки після відхилення Європейської конституції деякі лідери хотіли створити внутрішню, більш інтегровану федеративну Європу всередині ЄС.
Внутрішня шістка сьогодні є одними з найбільш інтегрованих членів ЄС.
| Учасник    | Шенген | AFSJ | CFR | Євро | ЄЕЗ | ESM | EFC | SRM | Євро+ | CSDP | Prüm | Патент | Розлучення | Символи |
| ---------- | ------ | ---- | --- | ---- | --- | --- | --- | --- | ----- | ---- | ---- | ------ | ---------- | ------- |
| Бельгія    | x      | x    | x   | x    | x   | x   | x   | x   | x     | x    | x    | x      | x          | x       |
| Франція    | x      | x    | x   | x    | x   | x   | x   | x   | x     | x    | x    | x      | x          | x       |
| Німеччина  | x      | x    | x   | x    | x   | x   | x   | x   | x     | x    | x    | x      | x          | x       |
| Італія     | x      | x    | x   | x    | x   | x   | x   | x   | x     | x    | о    | x      | x          | x       |
| Люксембург | x      | x    | x   | x    | x   | x   | x   | x   | x     | x    | x    | x      | x          | x       |
| Нідерланди | x      | x    | x   | x    | x   | x   | x   | x   | x     | x    | x    | x      | о          | о       |